# Jahangir Khan
Jahangir Khan (Carachi, 10 de dezembro de 1963) é um ex-jogador de squash paquistanês.
Ele detém o recorde de maior invencibilidade da história de qualquer esporte. Entre 1981 e 1986, ele venceu 555 partidas consecutivas no squash.
Ele é primo da musicista inglesa Natasha Khan

## Conquistas
- Campeonato Mundial de Squash:
  - Campeão em 1981, 1982, 1983, 1984, 1985, 1988;
  - Finalista em 1986, 1991, 1993;
  - Campeão por equipes em 1981, 1983, 1985, 1987, 1993.

- British Open de Squash
  - Decacampeão consecutivamente (de 1982 a 1991);
  - Finalista em 1981.